# Joika
 (avril 2022).
Si vous disposez d'ouvrages ou d'articles de référence ou si vous connaissez des sites web de qualité traitant du thème abordé ici, merci de compléter l'article en donnant les références utiles à sa vérifiabilité et en les liant à la section « Notes et références ».
Pour plus de détails, voir Fiche technique et Distribution.
Joika (The American) est un film dramatique américain écrit et réalisé par James Napier Robertson et sorti en 2023. Le scénario du film s'inspire de l'histoire réelle de l'Américaine Joy Womack (en), une des rares occidentales à être acceptée et diplômée du Bolchoï.
Il est présenté en avant-première au festival du cinéma américain de Deauville 2023.

## Synopsis
La ballerine américaine Joy Womack (en) intègre l'Académie de ballet du théâtre Bolchoï de Moscou.

## Fiche technique
- Titre original : The American
- Réalisation et scénario : James Napier Robertson
- Photographie : Tomasz Naumiuk
- Montage : Chris Plummer
- Musique : Dana Lund
- Costumes : Katarzyna Lewinska
- Pays de production :  États-Unis
- Sociétés de production : Anonymous Content, Four Knights Film et Madants
- Distribution :
- Langue originale : anglais
- Format : couleur
- Genre : drame biographique
- Durée : 110 minutes
- Dates de sortie[2] :
  - France : septembre 2023 (avant-première au festival de Deauville)
  - Italie : 2 novembre 2023
  - États-Unis : 10 janvier 2024 (festival de Palm Springs), 17 mai 2024

## Distribution
- Talia Ryder : Joy Womack (en)
- Diane Kruger : Tatiyana Volkova
- Oleg Ivenko : Nikolaï Lebedev
- Karolina Gruszka : Valeriya Lebedev, la mère de Nikolaï
- Tomasz Kot : Vitaliy Ivanov
- Borys Szyc : Andrei Vadys
- Natalia Ossipova : Natalia Ossipova
- Charlotte Ubben : Diana Ava Maria
- Natasha Alderslade : Eleanor Womack, la mère de Joy
- Martin Hugh Henley : Clay Womack, le père de Joy
- Ewa Rodart : serveuse